# Historia de Aline y Valcour
Historia de Aline y Valcour o la novela filosófica, novela epistolar del marqués de Sade, la primera que publicó. Escrita entre los años 1785 y 1788 durante su largo encierro en La Bastilla y publicada en 1793, después de su liberación. Es en la que mejor pueden apreciarse sus ideas; Sade mostró por ella un especial aprecio. En ella se narran los desafortunados amores de Aline y Valcour al tiempo que se intercalan las historias de diversos personajes. 
Su publicación estuvo acompañada por el escándalo, Sade sufrió duras críticas por lo que se consideraron narraciones obscenas y, principalmente, porque su final no se ajustaba a la moralidad de la época y “el vicio” no se veía convenientemente castigado. Sade se defendió de estas críticas cuando publicó su colección de cuentos Los crímenes del amor, en el pequeño ensayo Ideas sobre las novelas incluido en ellos a modo de introducción. 
La novela agrupa dos relatos prácticamente independientes: La historia de Aline y Valcour y La historia de Sainville y Leonore, en los que Sade narra las peripecias de unos y otros personajes. Se trata de dos viajes que coinciden en el tiempo y en casos en lugares. Sade aporta en esta novela una estructura original en la que juega entrecruzando en algunos momentos estos relatos, dando constancia en uno, del paso de los personajes del otro.  

## Aline y Valcour
Escrita en estilo epistolar, en ella puede reconocerse la influencia de Samuel Richardson.   
El tema central es recurrente en la obra de Sade: el amor frente a los matrimonios de conveniencia. La historia comienza cuando Valcour, enamorado de Aline, recibe la noticia de que el padre de su amada, el perverso presidente (magistrado) Blamont ha concertado su boda. A través de las setenta cartas va avanzando la trama hasta alcanzar el drama final.   
Con una prosa fluida Sade acierta a describir a los diferentes personajes que intervienen en la trama: los protagonistas de la historia, Aline y Valcour, dos jóvenes sensibles y enamorados, que luchan por su amor con el apoyo de Madame Blamont, mujer también sensible y virtuosa; M. Blamont, padre de Aline, libertino depravado que ha concertado la boda de su hija con su compañero de libertinaje, un personaje ridículo; otro personaje, Deterville, amigo de Valcour, hilo conductor de la trama mediante su correspondencia con éste; También, otros varios personajes que completan una historia salpicada de numerosos enredos muy del gusto de la época y que hoy podríamos calificar de inverosímiles.

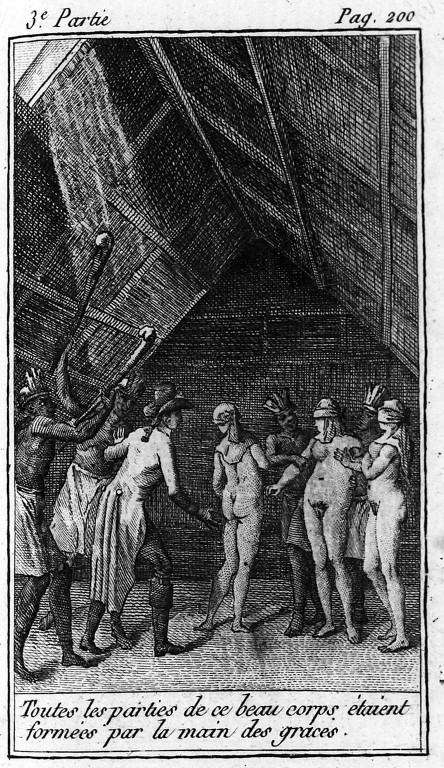
Sainville en el reino imaginario de Butua.

Entre los personajes destaca el depravado presidente Blamont, arquetipo de antihéroe sadiano, libertino capaz de cometer las más atroces tropelías y justificarlas con cínicas argumentaciones:

La mayor desgracia del hombre consiste en fundamentar sus desvaríos con sus teorías, una vez que ha conseguido que sean lo suficientemente seguras como para legitimar su conducta, todo lo que la haría condenable en el corazón de los demás sirve para fijarla para siempre en el suyo.
Deterville

Sade con este personaje ajusta cuentas con el tercer poder, el mismo que le condenara a dos penas de muerte por el famoso caso de Marsella, y, quizá también, ajusta cuentas con sus suegros (su suegro fue presidente, el presidente Motreuil), los que solicitaron al rey la Lettre de cachet que lo mantuvo encerrado doce años en las fortalezas de Vincennes y La Bastilla. Sade hace extensiva la inmoralidad del personaje a toda la magistratura:  

Solamente ostentando con escrúpulo esa rigidez para con la moral de los demás conseguimos ocultar artísticamente toda la depravación de la nuestra [...] Más de veinte veces en mi vida he dado mi opinión para hacer morir a un desdichado con el único designio de dar un ejemplo. ¡Cuántas rehabilitaciones desde que se atormenta y se ahorca todos los días! Solamente nosotros somos inmunes a ese maldito ejemplo. ¿Sabes por qué?... porque a nosotros no nos ahorcan, porque ni siquiera se atreven a acusarnos. De ahí nace una impunidad que es sumamente deliciosa para almas como las nuestras.
Presidente Blamont

No habría ni diez condenas a muerte por siglo si durante ese siglo el colegio de jueces estuviese enteramente compuesto de personas honradas.

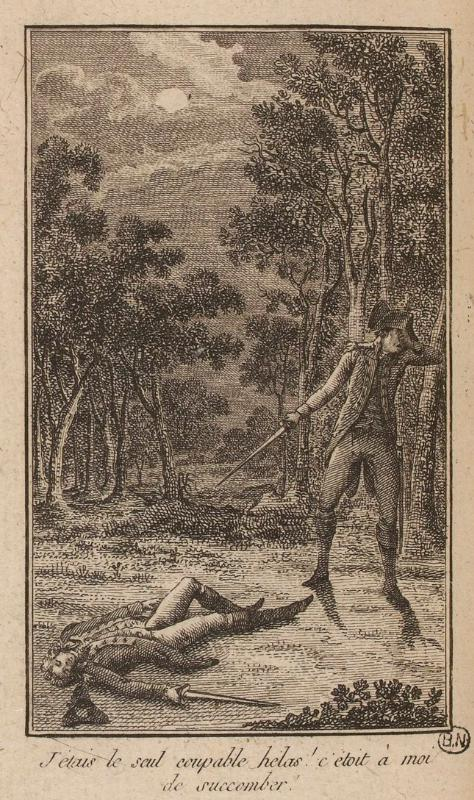
Tomo I, Primera parte.

Es una de sus novelas menos explícitas, las perversiones de M. Blamont y su compañero de libertinaje quedan simplemente apuntadas, sin llegar a las detalladas descripciones presentes en otras de sus novelas; aun así, para describir estas tropelías, Deterville, hace la siguiente salvedad, repetida por Sade en otros escritos:

Desgraciadamente he de representar a dos libertinos; es, pues, necesario que te prepares a leer detalles obscenos y que me perdones por referirlos. Ignoro el arte de pintar sin color; cuando el vicio cae bajo mis pinceles lo esbozo con todas sus tintas, y si éstas desagradan, mejor; presentarlo bajo una luz hermosa es el medio de hacer que se le ame y esto no entra en mis proyectos.

El contrapunto del Presidente Blamont es su esposa Madame Blamont, “digna esposa de un personaje indigno”; se opondrá a los proyectos de su marido y rebatirá sus “sofismas”.  Junto a ella, el resto de personajes que la apoyan, a ella y a Valcour, no serán capaces de desmotar el complot de M Blamont y la historia acaba en tragedia.
En una de las primeras cartas, narrada en primera persona, se encuentra la Historia de Valcour; una confesión de sus errores de juventud. Se han encontrado en esta historia coincidencias con la infancia y la juventud de Sade, por lo que se considera que existen en ella rasgos autobiográficos.

## Historia de Sainville y Leonore
Se trata de dos historias de aventuras que Sade utiliza para extenderse en disertaciones de tipo moral y filosóficas. Las historias están contadas en primera persona por sus protagonistas. En ellas podemos apreciar la influencia de los cuentos filosóficos de Voltaire.
Sainville y Leonore se quieren, pero, también en este caso, su unión no es aceptada por las familias; en contra de ellas, deciden huir y llegan a Venecia; allí, Leonore es secuestrada. La historia nos narra las peripecias de Sainville recorriendo medio mundo intentando encontrarla y las de Leonore (trazando parecido recorrido al de Sainville aunque en distinto sentido) tratando de zafarse de todos aquellos que pretenden pervertirla.
La historia de Sainville está integrada básicamente por dos episodios: su estancia en el reino de Butua y en la isla de Tamoe. También destaca un desagradable encuentro con la Inquisición española.

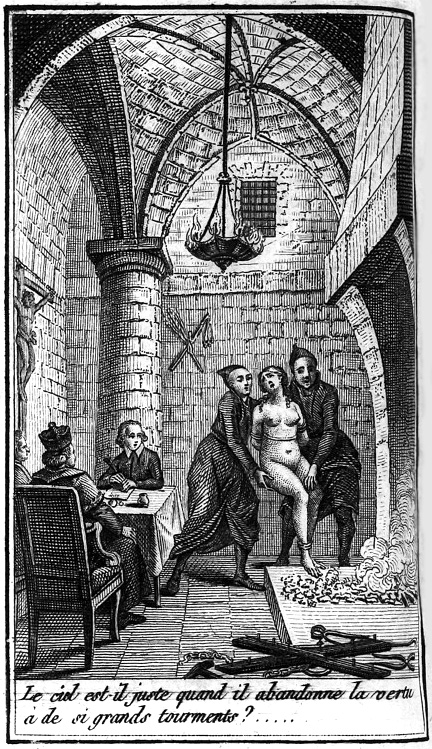
Leonore ante la inquisición española.

Butua es la descripción de una distopía. Se trata de un imaginario reino de antropófagos; un reino abocado a desaparecer bien por su propia ruina moral, bien invadido por sus vecinos aprovechando la debilidad propiciada por sus costumbres; un reino donde “se come a los hombres, se sacrifica a las doncellas y uno se sirve de los muchachos”.  Sade se vale de esta narración para que Sainville diserte con el portugués Sarmiento, llegado hace más de 20 años a Butua y que se ha acomodado hasta tal punto a sus costumbres que no le desagrada como plato la carne humana, ni tiene inconveniente en participar en los vicios que allí son hábitos o presenciar las atrocidades que comete su soberano. 
Más interesante, La isla de Tamoe es, por el contrario, la descripción de una utopía. Tamoe es una sociedad utópica en la que reina la igualdad y la justicia. También en contraposición al Reino de Butua, Tamoe es una sociedad próspera, bien avenida con las naciones vecinas y que no tiene nada que temer por su futuro excepto la avaricia de las naciones de occidente.
Por último, y antes de regresar a Francia, Sainville se topará con la Inquisición española que no dudará en incriminarle con la finalidad de apoderarse de las riquezas cosechas en Tamoe.
Terminada la historia de Sainville, Leonore narra la suya. Leonor es una joven inteligente y de carácter decidido que logra, en muchos casos de forma inverosímil, escapar de sus acosadores. En su periplo recorre las más variadas naciones, incluido el reino de Butua, y se encuentra con los más variados personajes, la mayoría personajes poderosos intentando seducirla y forzarla; pero también algunos que la ayudan, como don Gaspar, caballero portugués de corazón noble, o el bandolero Brigandos, patriarca de un clan de gitanos adoradores del diablo.  
Es la obra de Sade donde, expuestas por sus personajes, podemos encontrar las más variadas posiciones filosóficas.